# Férfi négyesbob az 1984. évi téli olimpiai játékokon
Az 1984. évi téli olimpiai játékokon a bob férfi négyes versenyszámát február 17-én és 18-án rendezték Trebevićben. Az aranyérmet a Wolfgang Hoppe, Roland Wetzig, Dietmar Schauerhammer, Andreas Kirchner összeállítású keletnémet csapat nyerte meg. Magyar csapat nem vett részt a versenyen.

## Eredmények
A verseny négy futamból állt. A négy futam időeredményének összessége határozta meg a végső sorrendet. Az időeredmények másodpercben értendők. A futamok legjobb időeredményei vastagbetűvel olvashatóak.
| Helyezés | Csapat                                                                                             | 1.    | 2.    | 3.    | 4.    | Össz.   |
| -------- | -------------------------------------------------------------------------------------------------- | ----- | ----- | ----- | ----- | ------- |
| Arany    | NDK (GDR)-1 · Wolfgang Hoppe · Roland Wetzig · Dietmar Schauerhammer · Andreas Kirchner            | 49,65 | 50,18 | 50,18 | 50,21 | 3:20,22 |
| Ezüst    | NDK (GDR)-2 · Bernhard Lehmann · Bogdan Musiol · Ingo Voge · Eberhard Weise                        | 49,69 | 50,33 | 50,32 | 50,44 | 3:20,78 |
| Bronz    | Svájc (SUI)-1 · Silvio Giobellina · Heinz Stettler · Urs Salzmann · Rico Freiermuth                | 49,92 | 50,48 | 50,49 | 50,50 | 3:21,39 |
| 4.       | Svájc (SUI)-2 · Ekkehard Fasser · Hans Märchy · Kurt Poletti · Rolf Strittmatter                   | 50,46 | 50,60 | 50,81 | 51,03 | 3:22,90 |
| 5.       | Egyesült Államok (USA)-1 · Jeff Jost · Joe Briski · Tom Barnes · Hal Hoye                          | 50,83 | 50,97 | 50,89 | 50,64 | 3:23,33 |
| 6.       | Szovjetunió (URS)-1 · Jānis Ķipurs · Māris Poikāns · Ivars Bērzups · Aivars Šnepsts                | 50,19 | 50,96 | 51,19 | 51,17 | 3:23,51 |
| 7.       | Románia (ROU) · Dorin Degan · Cornel Popescu · Gheorghe Lixandru · Costel Petrariu                 | 50,58 | 50,88 | 51,06 | 51,24 | 3:23,76 |
| 8.       | Olaszország (ITA)-2 · Guerrino Ghedina · Stefano Ticci · Paolo Scaramuzza · Andrea Meneghin        | 50,66 | 50,93 | 51,00 | 51,18 | 3:23,77 |
| 9.       | NSZK (FRG)-1 · Klaus Kopp · Gerhard Oechsle · Günter Neuburger · Hans-Joachim Schuhmacher          | 50,71 | 51,09 | 51,01 | 51,34 | 3:24,15 |
| 10.      | Ausztria (AUT)-1 · Walter Delle Karth · Günter Krispel · Ferdinand Grössing · Hans Lindner         | 50,60 | 51,14 | 51,19 | 51,28 | 3:24,21 |
| 11.      | Ausztria (AUT)-2 · Peter Kienast · Franz Siegl · Gerhard Redl · Christian Mark                     | 50,83 | 51,27 | 51,29 | 51,24 | 3:24,63 |
| 12.      | Szovjetunió (URS)-2 · Zintis Ekmanis · Jānis Skrastiņš · Rihards Kotāns · Vlagyimir Alekszandrov   | 51,08 | 51,36 | 51,28 | 51,48 | 3:25,20 |
| 13.      | Franciaország (FRA) · Gérard Christaud-Pipola · Philippe Aurox · Philippe Stott · Patrick Lachaud  | 50,77 | 51,51 | 51,50 | 51,48 | 3:25,26 |
| 14.      | NSZK (FRG)-2 · Anton Fischer · Franz Nießner · Hans Metzler · Uwe Eisenreich                       | 51,08 | 51,39 | 51,48 | 51,36 | 3:25,31 |
| 15.      | Nagy-Britannia (GBR)-2 · Gomer Lloyd · Howard Smith · Gus McKenzie · Peter Brugnani                | 51,15 | 51,11 | 51,44 | 51,64 | 3:25,34 |
| 16.      | Egyesült Államok (USA)-2 · Brent Rushlaw · Ed Card · James Tyler · Frank Hansen                    | 51,04 | 51,35 | 51,58 | 51,53 | 3:25,50 |
| 17.      | Olaszország (ITA)-1 · Alex Wolf · Georg Beikircher · Pasquale Gesuito · Umberto Prato              | 51,12 | 51,19 | 51,57 | 51,63 | 3:25,51 |
| 18.      | Kanada (CAN) · Alan MacLachlan · Clarke Flynn · Robert Wilson · David Leuty                        | 51,48 | 51,66 | 51,55 | 51,78 | 3:26,47 |
| 19.      | Jugoszlávia (YUG)-1 · Zdravko Stojnić · Mario Franjić · Siniša Tubić · Nikola Korica               | 51,32 | 51,90 | 51,65 | 51,61 | 3:26,48 |
| 20.      | Nagy-Britannia (GBR)-1 · Michael Pugh · Tony Wallington · Corrie Brown · Mark Tout                 | 51,52 | 51,84 | 51,68 | 51,89 | 3:26,93 |
| 21.      | Svédország (SWE) · Carl-Erik Eriksson · Tommy Johansson · Ulf Åkerblom · Nils Stefansson           | 51,57 | 51,82 | 51,94 | 51,74 | 3:27,07 |
| 22.      | Tajvan (TPE) · Wu Dien-Cheng · Sun Kuang-Ming · Wu Chung-Chou · Chen Chin-San                      | 51,45 | 52,15 | 52,03 | 51,95 | 3:27,58 |
| 23.      | Jugoszlávia (YUG)-2 · Nenad Prodanović · Ognjen Sokolović · Zoran Sokolović · Borislav Vujadinović | 51,62 | 51,96 | 52,35 | 52,38 | 3:28,31 |
| 24.      | Japán (JPN) · Okacsi Hirosi · Jaku Júdzsi · Funajama Júdzsi · Szugavara Szatosi                    | 51,97 | 52,01 | 52,40 | 52,37 | 3:28,75 |